# کج‌دهان بزرگ
کج‌دهان بزرگ (نام علمی: Cryptacanthodes giganteus) نام یک گونه از سرده کج‌دهانان است.